# Porto Rico ai XV Giochi olimpici invernali
Porto Rico partecipò ai XV Giochi olimpici invernali, svoltisi a Calgary, Canada, dal 13 al 28 febbraio 1988, con una delegazione di 9 atleti impegnati in tre discipline.